# AdS/CFT 대응성

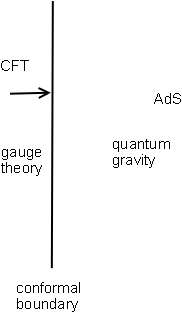
양자 중력을 포함한 반 더 시터르 공간에 대한 등각 경계 위의 게이지 이론이리라 예상되는 등각 장론의 개념도

반 더 시터르 공간/등각 장론 대응성(영어: anti–de Sitter/conformal field theory correspondence, 약자 AdS/CFT) 또는 말다세나 이중성(영어: Maldacena duality)은 반 더 시터르 공간(AdS)을 남기고 축소화한 끈 이론과, 그보다 낮은 차원에서의 등각 장론(CFT)이 반 더 시터르 공간의 등각 경계에서 동등하다는 가설이다.:638–683 축소화한 공간은 구, 오비폴드, 코니폴드, 혹은 비가환 공간 등이 쓰인다.

## 전개
{\displaystyle d+1}차원의 반 더 시터르 공간에 다음과 같은 좌표를 부여하자.
{\displaystyle ds^{2}={\frac {1}{z^{2}}}\left(dz^{2}+\eta _{\mu \nu }dx^{\mu }dx^{\nu }\right)}.
여기서 {\displaystyle z\to 0}인 경계에서는 나머지 좌표가 {\displaystyle d}차원 민코프스키 계량 텐서를 지니게 된다. 이를 등각경계라고 부른다.
{\displaystyle d}차원 등각 장론에 샘(source) {\displaystyle \textstyle \int d^{d}xJ_{\text{CFT}}(x)O(x)}을 추가하자. 여기서 {\displaystyle J_{\text{CFT}}(x)}는 샘, {\displaystyle O(x)}는 게이지 불변 국소적 연산자다.
또한, AdS 공간에 마당 {\displaystyle J}를 도입하고, 여기에 다음과 같은 경계조건을 부여하자.
{\displaystyle \lim _{z\to 0}Jz^{\Delta -d+k}=J_{\text{CFT}}}.
여기서 {\displaystyle \Delta }는 {\displaystyle O(x)}의 등각차원이고, {\displaystyle k}는 {\displaystyle O(x)}의 공변지수의 수와 반변지수의 수의 차다. 이 경우 AdS/CFT 대응성은 이 두 이론이 다음과 같이 서로 대응한다고 예측한다.
{\displaystyle \left\langle {\mathcal {T}}\exp \textstyle \int d^{d}xJ_{\text{CFT}}(x)O(x)\right\rangle _{\text{CFT}}=Z_{\text{AdS}}\left[\lim _{z\to 0}Jz^{\Delta -d+k}=J_{\text{CFT}}\right]}
좌변은 시간순서를 가한 연산자 지수의 진공 기댓값이고, 우변은 등각 경계 조건을 가한 양자 중력 이론의 생성범함수다. 우변은 경계조건을 만족하는 유효 작용의 고전적 해를 구하여 계산한다.
이 경우, 양변은 대개 각각 발산하게 된다. 우변의 경우, 이 발산은 반 더 시터르 공간의 부피가 무한하기 때문이다. 이 경우 자연스러운 조절자는 {\displaystyle z}이다. 즉, {\displaystyle z}를 매우 작지만 유한한 값 {\displaystyle z=z_{0}\ll 1}으로 남겨 두고 우변을 계산한다. 이는 우변에서 적외 조절자에 해당하는데, 좌변에서는 이는 {\displaystyle \Lambda _{0}=1/z_{0}} 꼴의 자외 조절자에 대응한다.:10–12
일반적으로 다음과 같은 꼴의 대응 관계가 존재한다.
| d차원 경계                                                     | d+1차원 내부 |
| -------------------------------------------------------------- | --- |
| 공간 대칭군 (푸앵카레/등각/비라소로)                           | 점근적 등거리변환군 |
| 1차(primary) 국소 연산자                                       | 무게 중심 틀의 상태 |
| 2차 국소 연산자                                                | (각)운동량을 갖는 상태 |
| 1차 국소 연산자의 진공 기댓값                                  | 양자장의 규격화 가능 모드 |
| 1차 국소 연산자에 대한 샘(source)                              | 양자장의 규격화 불가능 모드의 경곗값 |
| 에너지-운동량 텐서                                             | 계량 텐서 (중력자) |
| 라그랑지언                                                     | 딜라톤 |
| 고온 상태                                                      | 블랙홀 |
| 자외 조절자 {\displaystyle \Lambda \leq \Lambda _{0}=1/z_{0}}  | 적외 조절자 {\displaystyle z\geq z_{0}} |
| 구역 {\displaystyle S\subset \mathbb {R} ^{d}}의 얽힘 엔트로피 | {\displaystyle \partial S=\partial {\tilde {S}}}인 {\displaystyle d}차원 초곡면 {\displaystyle {\tilde {S}}\subset \operatorname {AdS} _{d+1}}의 최소 넓이 (류-다카나야기 공식)[7][8] |

### 진동 모드의 대응

#### 스칼라장
일반적으로, {\displaystyle \mathbb {R} ^{d}}에서 등각 차원이 {\displaystyle \Delta }인 스칼라 등각 1차장은 {\displaystyle {\text{AdS}}_{d+1}}에서 질량이
{\displaystyle m^{2}R^{2}=\Delta (\Delta -d)}
인 스칼라장과 대응한다.:27–28 예를 들어, 만약 경계 이론이 국소 라그랑지언 {\displaystyle {\mathcal {L}}}을 갖는다면, 라그랑지언의 차원은 항상 {\displaystyle \Delta =d}이므로 이는 {\displaystyle {\text{AdS}}_{d+1}}에서 무질량 스칼라장에 대응하게 된다. 이러한 무질량 스칼라장은 통상적으로 딜라톤이라고 불린다.
유니터리 등각 장론에서, 스칼라 1차장의 등각 차원은 유니터리 하한(영어: unitarity bound)에 따라 다음과 같이 제약된다.
{\displaystyle \Delta \geq d/2-1}
마찬가지로, {\displaystyle d+1}차원 반 더 시터르 공간에서 스칼라장의 제곱 질량은 다음과 같은 브라이텐로너-프리드먼 하한(영어: Breitenlohner-Freedman bound)을 따른다.
{\displaystyle R^{2}m^{2}\geq -d^{2}/4}
이들 하한들은 서로 일관적임을 알 수 있다.
AdS에서 제곱 질량 {\displaystyle m^{2}}의 스칼라장은 다음과 같은 진동 모드를 가진다.:28:11
{\displaystyle \phi (z,x^{\mu })\approx A(x)z^{\Delta _{-}}+B(x)z^{\Delta _{+}}}
{\displaystyle \Delta _{\pm }={\frac {1}{2}}d\pm {\sqrt {d^{2}/4+m^{2}R^{2}}}}
표준 양자화(영어: standard quantization)에서는, 보통 첫 번째 항을 0으로 놓는다.
{\displaystyle A(x)=0}
그렇다면 두 번째 항의 계수 {\displaystyle B(x)}는 {\displaystyle \phi }에 대응하는 연산자 {\displaystyle {\mathcal {O}}}의 진공 기댓값에 비례한다.
{\displaystyle \langle O(x)\rangle =2{\sqrt {d^{2}/4+m^{2}R^{2}}}B(x)}
표준 양자화에서, 첫 번째 항을 0이 아닌 다른 값으로 놓으면, 이는 {\displaystyle A(x)}는 경계 등각 장론의 작용에, {\displaystyle \phi }에 대응하는 연산자 {\displaystyle {\mathcal {O}}}에 대한 고전적 배경장
{\displaystyle S_{\text{CFT}}\ni \int d^{d}x\,A(x)O(x)}
을 추가하는 것에 대응한다.
첫 번째 항은 경계 {\displaystyle z\to 0}에서 발산한다. 만약
{\displaystyle -d^{2}/4<m<-d^{2}/4+1}
즉
{\displaystyle \Delta _{-}>d/2-1}
이라면 작용에서의 발산을 규격화해 상쇄시킬 수 있다. 이 경우, 대체 양자화(영어: alternate quantization)가 가능하다.:15–16 이 경우, {\displaystyle A(x)}와 {\displaystyle B(x)}의 해석이 표준 양자화에 비해 반대가 된다. 즉,
{\displaystyle \langle O(x)\rangle =2{\sqrt {d^{2}/4+m^{2}R^{2}}}A(x)}
가 된다. 반면, 만약
{\displaystyle m^{2}\geq -d^{2}/4+1}
즉
{\displaystyle \Delta _{-}\leq d/2-1}
인 경우에는 작용의 발산을 해결할 수 없으며, 대체 양자화가 불가능하고, 오직 표준 양자화만이 가능하다.

#### 무질량 고차 스핀
{\displaystyle {\text{AdS}}_{d+1}}에서, 무질량 스핀 {\displaystyle s>0} 입자(완전 대칭 완전 무대각합 {\displaystyle s}차 텐서장)는 경계 {\displaystyle \mathbb {R} ^{d}}에서 다음과 같은 등각 차원 {\displaystyle \Delta }를 갖는 1차장과 대응한다.
{\displaystyle \Delta =d-2+s}
즉, 게이지 보손의 경우 ({\displaystyle s=1}) 다음과 같은 차원의 보존 1차장에 대응한다.
{\displaystyle \Delta =d-1}
중력자의 경우 ({\displaystyle s=2}) 항상 에너지-운동량 텐서 {\displaystyle T_{\mu \nu }}에 대응하며, 그 등각 차원은 항상 공식에 따라
{\displaystyle \Delta =d}
이다.

### 내부 게이지 이론
일반적으로, 양-밀스 게이지 군 {\displaystyle G}를 갖는 AdS 양자 중력은 대역 대칭 {\displaystyle G}를 갖는 등각 장론과 대응된다.
| d차원 경계                                      | d+1차원 내부 |
| ----------------------------------------------- | --- |
| 대역 대칭                                       | 게이지 대칭:12 |
| 대역 대칭의 보존류 {\displaystyle j_{\mu }^{a}} | 게이지장 {\displaystyle (A_{z}^{a},A_{\mu }^{a})}의 {\displaystyle A_{z}^{a}=0} 게이지에서의 규격화 가능 성분의 경곗값 |
| 대역 대칭에 대한 화학 퍼텐셜                    | 게이지장의 규격화 불가능 성분의 경곗값:12                                                                              |
| 유한한 화학 퍼텐셜에서의 고온 상태              | 대전 블랙홀 |

### 경계 게이지 이론/끈 이론
만약 경계의 등각 장론이 양-밀스 이론이라면, 이 경우 AdS 중력 이론은 끈 이론이 된다.
| d차원 경계                                                     | d+1차원 내부                                         |
| -------------------------------------------------------------- | ---------------------------------------------------- |
| 게이지 대칭군 {\displaystyle G}                                | 천-페이턴 인자의 군                                  |
| 외부 쿼크/반쿼크                                               | 경계에 붙어 있는 열린 끈의 끝 (방향 +/−)             |
| 외부 중간자 (쿼크-반쿼크 쌍)                                   | 양끝이 경계에 붙어 있는 열린 끈                      |
| 외부 자기 홀극/반홀극                                          | 경계에 붙어 있는 열린 D-끈의 끝 (방향 +/−)           |
| 외부 자기 중간자 (홀극-반홀극 쌍)                              | 양끝이 경계에 붙어 있는 열린 D-끈                    |
| 전기-자기 이중성                                               | S-이중성                                             |
| 외부 중입자                                                    | D-막                                                 |
| 윌슨 고리 {\displaystyle {\mathcal {P}}\exp \oint _{\gamma }A} | {\displaystyle \gamma }를 경계로 하는 열린 끈 세계면 |

### 1/N전개
많은 경우, 등각 장론은 어떤 변화시킬 수 있는 양의 정수 매개변수 {\displaystyle N}이 존재한다. 예를 들어, 게이지 군이 고전적 리 군인 게이지 이론의 경우, {\displaystyle N}은 게이지군의 계수 ({\displaystyle \operatorname {SU} (N)}, {\displaystyle \operatorname {SO} (N)}, {\displaystyle \operatorname {USp} (2N)})이며, 시그마 모형의 경우 과녁 공간의 차원이 된다 ({\displaystyle \operatorname {O} (N)} 벡터 모형, {\displaystyle \operatorname {U} (N)} 벡터 모형 등). 이 경우, 큰 {\displaystyle N} 극한의 등각 장론은 작은 결합 상수를 갖는 양자 중력 이론과 대응되며, 따라서 이 경우 1입자 상태를 정의할 수 있다.
| d차원 경계                                                | d+1차원 내부 |
| --------------------------------------------------------- | ------------ |
| 1대각합 연산자(영어: single-trace operator)[13]:149       | 단입자 상태  |
| 다중대각합 연산자(영어: multi-trace operator)[13]:149[14] | 다입자 상태  |
여기서 1대각합 연산자라는 것은 게이지 이론의 경우
{\displaystyle \operatorname {tr} (F^{n})}
와 같이, 게이지 군 딸림표현의 (행렬로서의) 대각합을 오직 한 번만 사용하는 게이지 불변 연산자이다. 반면, 다중대각합 연산자는 딸림표현 대각합을 여러 번 사용하여 정의된 국소 연산자이다. {\displaystyle \operatorname {O} (N)} (또는 {\displaystyle \operatorname {U} (N)}) 벡터 모형의 경우, 1대각합 연산자는 크로네커 델타 {\displaystyle \delta _{ij}}(또는 {\displaystyle \delta _{i{\bar {\jmath }}}})를 한 번만 사용한, {\displaystyle \operatorname {O} (N)} (또는 {\displaystyle \operatorname {U} (N)}) 불변 국소 연산자이다. 예를 들어, {\displaystyle \operatorname {O} (N)} 벡터장이 {\displaystyle \phi ^{i}}라고 할 때,
{\displaystyle \phi ^{i}\partial _{\mu _{1}}\partial _{\mu _{2}}\cdots \partial _{\mu _{n}}\phi ^{j}\delta _{ij}}
는 1대각합 연산자이다.

### AdS3/CFT2
2차원 등각 장론은 고차원 등각 장론과 다른, 특수한 현상들을 보인다. 이들은 AdS3 양자 중력의 특별한 성질들과 대응된다.
AdS3의 등각 대칭군은 {\displaystyle SL(2,\mathbb {R} )\times SL(2,\mathbb {R} )}이다. 이는 2차원 등각 장론의 좌·우 대역등각군에 대응한다. 이들은 {\displaystyle \{L_{-1},L_{0},L_{1},{\bar {L}}_{-1},{\bar {L}}_{0},{\bar {L}}_{1}\}}에 의해서 생성된다. 2차원 등각 장론의 비라소로 대수의 나머지 연산자들은 진공을 다른 상태로 바꾸므로, 이는 AdS3에서 점근적 무한대를 고정시키는 변환에 해당한다.
| AdS3                                                                                      | CFT2                                                                                                   |
| ----------------------------------------------------------------------------------------- | --- |
| AdS3의 등거리변환군 SO(2,2)                                                               | 진공을 고정시키는 비라소로 대수의 부분대수 {\displaystyle SL(2,\mathbb {R} )\times SL(2,\mathbb {R} )} |
| AdS3의 점근적 무한을 고정시키는 변환군                                                    | 2차원 등각 대칭의 비라소로 대수                                                                        |
| {\displaystyle 3R/2G} ({\displaystyle G}는 중력 상수, {\displaystyle R}는 AdS 반지름):151 | 비라소로 중심 전하 c                                                                                   |
| AdS3 진공                                                                                 | NSNS 경계 조건 진공:154 = 단위원 연산자                                                                |
| 점근적으로 AdS3인 공간                                                                    | 단위원 연산자의 비라소로 2차장                                                                         |
| AdS3에서, 질량 중심 틀에서의 상태                                                         | 비라소로 1차장                                                                                         |
| AdS3에서, 운동량을 갖는 상태                                                              | {\displaystyle L_{-1}}, {\displaystyle {\bar {L}}_{-1}}을 가한 1차장                                   |
| 점근적으로 AdS3인 공간에서, 질량 중심 틀에서의 상태                                       | 준1차장                                                                                                |
| 점근적으로 AdS3인 공간에서, 운동량을 갖는 상태                                            | 2차장                                                                                                  |
| 최소 질량 ({\displaystyle M=c/12}) BTZ 블랙홀                                             | RR 경계 조건 진공 (에너지 {\displaystyle c/12}):154                                                    |
| BTZ 블랙홀의 베켄슈타인-호킹 엔트로피                                                     | 등각 장론의 카디 엔트로피                                                                              |

## 예
이미 서로 대응된다고 알려진 양자 중력/등각 장론 쌍들의 예로는 다음을 들 수 있다. 이들 가운데 상당수는 초끈 이론에서 유도되었지만 (𝒩=4 초대칭 양-밀스 이론 등), 일부는 아직 끈 이론과의 관계가 명확하지 않는 경우도 있다 (바실리예프 중력 등).

### AdS5×S5IIB 끈 이론 / 𝒩=4 초대칭 양-밀스 이론
AdS/CFT 대응성에 따라, AdS5×S5 공간(5차원 AdS 공간과 5차원 구의 곱) 위의 IIB형 끈 이론과 AdS5의 4차원 경계 위에서의 등각 장론인 SU(N) {\displaystyle {\mathcal {N}}=4} 양-밀스 이론이 서로 대응한다. {\displaystyle {\mathcal {N}}=4} 양-밀스 이론은 {\displaystyle N}개의 겹친 D3-막들의 세계면 위에 존재하는 초대칭 등각 장론이다. 이 이론의 R대칭군은 SU(4)인데, 이는 SU(4)=Spin(5)이 스핀 구조를 지닌 {\displaystyle S^{5}}의 자기동형사상군이기 때문이다. {\displaystyle N}은 {\displaystyle S^{5}}에 감긴 C4 라몽-라몽 장 전하량에 해당한다. (전하의 양자화에 따라 {\displaystyle N}은 항상 정수다.) 즉, 다음이 성립한다.
AdS5×S5 위의 IIB 끈 이론 = 겹친 D3-막 위의 초대칭 등각 장론
이 예는 최초로 알려진 AdS/CFT 대응성이었으며, 현재까지도 가장 잘 알려진 예이다.
이 식의 양변에 대응하는 값들은 다음과 같다.
| 값                                                             | AdS5×S5 10차원 IIB 끈 이론                                                                                              | {\displaystyle {\mathcal {N}}=4} SU(N) 4차원 초등각 양-밀스 이론            |
| -------------------------------------------------------------- | --- | --------------------------------------------------------------------------- |
| N                                                              | S5에 감긴 라몽-라몽 선속 {\displaystyle N=\int _{S^{5}}F_{5}}                                                           | 게이지군 SU(N)의 차수 N                                                     |
| λ                                                              | AdS5 및 S5의 반지름 {\displaystyle R=\lambda ^{1/4}{\sqrt {\alpha '}}={\sqrt[{4}]{4\pi g_{\text{s}}N}}\ell _{\text{s}}} | 엇호프트 결합 상수 {\displaystyle \lambda =g_{\text{YM}}^{2}N}              |
| {\displaystyle N\to \infty } 극한 (λ 고정)                     | IIB 초중력 | 평면 파인먼 도형 극한(영어: planar limit)                                   |
| 1/N 전개 (λ 고정)                                              | 끈 섭동 이론 전개 (끈 세계면 오일러 지표에 대한 전개)                                                                   | 엇호프트 1/N 전개 (파인먼 도형 오일러 지표에 대한 전개)                     |
| gs                                                             | 닫힌 끈 결합 상수 {\displaystyle g_{\text{s}}=\exp(\Phi )} ({\displaystyle \Phi }는 딜라톤)                             | 양-밀스 결합 상수 {\displaystyle g_{\text{YM}}={\sqrt {4\pi g_{\text{s}}}}} |
| θ                                                              | 라몽-라몽 스칼라(액시온) {\displaystyle \theta =2\pi C_{0}}                                                             | CP 위반 각도 θ                                                              |
| τ                                                              | 액시오딜라톤 {\displaystyle \tau =i\exp(-\Phi )+C_{0}}                                                                  | 복소 결합 상수 {\displaystyle \tau =4\pi i/g_{\text{YM}}^{2}+\theta /2\pi } |
| 모듈러 군 {\displaystyle \operatorname {PSL} (2,\mathbb {Z} )} | IIB 끈 이론의 S-이중성군                                                                                                | 몬토넨-올리브 이중성군                                                      |
| SU(4)                                                          | S5의 자기동형사상군 SO(6)                                                                                               | {\displaystyle {\mathcal {N}}=4} 초대칭의 R대칭군 SU(4)                     |
| SU(2,2)                                                        | AdS5의 자기동형사상군 SO(2,4)                                                                                           | 4차원 민코프스키 공간의 등각대칭군 SO(2,4)                                  |
| PSU(2,2 \| 4)                                                  | AdS5×S5의 최대 초대칭 초군                                                                                              | 4차원 민코프스키 공간의 {\displaystyle {\mathcal {N}}=4} 초등각대칭군       |

여기서 엇호프트 결합 상수(영어: ’t Hooft coupling constant)는 게이지 이론의 1/N 전개(영어: 1/N expansion)에 쓰이는 결합 상수다.
좌변에서의 국소적 연산자(영어: local operator)는 우변에서의 양자장(입자)에 대응하게 된다. 즉, 등각 장론을 외부 연산자로 변형시키는 것은 끈 이론에서 배경장(영어: background field)을 켜는 것과 같다. 또한, 등각 장론에서의 비국소적 연산자(윌슨 고리 따위)들은 끈 이론에서의 끈 또는 D-막 따위를 켜는 것과 같다.
| AdS5 초중력 대상                               | {\displaystyle {\mathcal {N}}=4} SU(N) 4차원 초등각 양-밀스 이론 연산자                                         |
| ---------------------------------------------- | --- |
| 계량 텐서(중력자) {\displaystyle G_{\mu \nu }} | 에너지-운동량 텐서                                                                                              |
| 딜라톤 {\displaystyle \Phi }                   | 양-밀스 라그랑지언 {\displaystyle \operatorname {Tr} (F\wedge *F)}                                              |
| 액시온 {\displaystyle C_{0}}                   | 양-밀스 CP 위반항{\displaystyle \operatorname {Tr} (F\wedge F)}                                                 |
| 칼루차-클라인 스칼라장 (SO(6)의 10차원 표현)   | {\displaystyle \operatorname {Tr} (\psi _{(i}\psi _{j)})}                                                       |
| 칼루차-클라인 스칼라장 (SO(6)의 20차원 표현)   | {\displaystyle \operatorname {Tr} (\phi _{(i}\phi _{j)})-\delta _{ij}\operatorname {Tr} (\phi _{k}\phi _{k})/6} |
| 기타 칼루차-클라인 진동 모드                   | 기타 스칼라 연산자                                                                                              |
| 양 끝이 등각 경계에 붙어 있는 기본 끈          | 쿼크와 반쿼크 사이 윌슨 고리                                                                                    |
| 양 끝이 등각 경계에 붙어 있는 D1-막            | 자기 홀극과 반자기 홀극 사이 윌슨 고리                                                                          |
| {\displaystyle S^{5}}를 감는 D5-막             | 중입자 연산자                                                                                                   |

특히, 끈과 D-막과 같은 비섭동적 끈 이론 대상 또한 등각 장론에서 대응하는 연산자들이 존재한다. 즉, AdS/CFT 대응성은 섭동적 초중력뿐만 아니라 비섭동적 끈 이론 전체를 포함한다는 것을 알 수 있다.
S5를 감는 D5-막의 경우, 전하 보존에 의하여 N개의 끈들이 붙어 있어야 한다. 이 끈들의 다른 끝은 (다른 D-막이 없으므로) AdS5 등각 경계에 붙어 있다. 따라서, 이들은 N개의 외부 쿼크로 이루어진 외부 중입자에 해당한다. (N개의 색이 존재하므로, 중입자를 이루려면 N개의 쿼크가 필요하다.)

#### 변종
N개의 D3-막의 사건 지평선 근처 기하를 고려하면 AdS5×S5를 얻는다. 대신, N개의 D3-막과 O3-평면을 생각하자. 그렇다면 그 지평선 근처 기하는 AdS5×ℝP5가 된다.:§4.1.2 여기서 ℝP5는 5차원 실수 사영 공간이다. N개의 D3-막은 오리엔티폴드에 의한 반사로 2N개처럼 보이게 된다. 이 경우, 게이지 군은 O3+-평면을 사용하면 USp(2N), O3−-평면을 사용하면 SO(2N)을 얻는다. 또한, “½개”의 D3-막이 O3-막과 겹쳐 있다. 이 경우, 게이지 군이 SO(2N+1)이 된다.
지평선 근처에서, 오리엔티폴드 평면의 존재는 2차 미분형식 게이지장의 장세기로 나타난다. IIB종 끈 이론은 두 개의 2차 미분형식 게이지장을 포함하는데, 이는 B2(캘브-라몽 장)와 C2(2차 라몽-라몽 장)이다. 진공에서는 이들은 장세기가 0이어야만 하므로, 이들은 축소화 공간 {\displaystyle \mathbb {R} P^{5}}의 2차 (정수 계수) 코호몰로지의 원소다. 실수사영 공간의 호몰로지 군은 (초구와 달리) 꼬임 부분군을 가진다. 즉,
{\displaystyle B_{2},C_{2}\in H^{2}(\mathbb {R} P^{5},\mathbb {Z} )\cong \mathbb {Z} /2\mathbb {Z} }
이다. 따라서 B2와 C2는 각각 두 가지 값을 가질 수 있다. 이에 따라 다음과 같은 게이지 군을 얻는다.
| C2 ╲ B2 | =0       | ≠0    |
| ------- | -------- | ----- |
| =0      | SO(2N)   | Sp(N) |
| ≠0      | SO(2N+1) | Sp(N) |

이 경우, 3차 호몰로지 군이 {\displaystyle H_{3}(\mathbb {R} P^{5},\mathbb {Z} )=\mathbb {Z} /2\mathbb {Z} }이므로, D5-막 말고 D3-막을 감을 수 있다. 이 경우 막이 안정하려면 {\displaystyle dB_{2}=dC_{2}=0}이어야 한다. 이 경우, 게이지 군이 SO(2N)인데, 이 때는 파피안 중입자 연산자
{\displaystyle \epsilon ^{i_{1}i_{2}\dots i_{2N}}\phi _{i_{1}i_{2}}\phi _{i_{3}i_{4}}\dotsb \phi _{i_{2N-1}i_{2N}}}
이 존재한다. 즉, D3-막은 이 파피안 연산자와 대응된다.

### AdS4×S7M이론 / ABJM 이론
11차원 초중력을 {\displaystyle \operatorname {AdS} _{4}\times S^{7}}에 프로인드-루빈 콤팩트화하여, 초대칭을 하나도 깨지 않고 {\displaystyle {\mathcal {N}}=8} 초중력을 얻을 수 있다. 이는 M2-막 또는 M5-막의 사건 지평선 근처 기하에 해당한다. 즉, 다음이 성립한다.
AdS4×S7 위의 M이론 = 겹친 M2-막 위의 초대칭 등각 장론
겹친 M2-막 위의 3차원 등각장론은 BLG 이론 또는 이를 일반화한 ABJM 이론이다. ABJM 이론은 {\displaystyle U(N)_{k}\times U(N)_{-k}} 천-사이먼스 이론이다. 여기서 {\displaystyle N}은 겹친 M2-막의 수, {\displaystyle k}는 {\displaystyle S^{7}/\mathbb {Z} _{k}} 오비폴드에서 몫을 취하는 순환군의 크기다. 이 오비폴드는 호프 올뭉치 {\displaystyle S^{1}\hookrightarrow S^{7}\to \mathbb {C} P^{3}}에서 {\displaystyle S^{1}}에 {\displaystyle \mathbb {Z} _{k}} 몫을 취하여 얻는다. M이론은 일반적으로 결합 상수가 없어 섭동 이론이 존재하지 않지만, {\displaystyle k}가 클 경우, {\displaystyle S^{1}/\mathbb {Z} _{k}\cong S^{1}}의 크기가 작아져 M이론을 IIA종 끈 이론으로서 섭동 이론을 취할 수 있다. 즉, 여기서는 {\displaystyle N/k}가 일종의 엇호프트 결합 상수 역할을 한다.
|           | AdS4×S7/ℤk                                                                                          | CFT3                                                                                       |
| --------- | --------------------------------------------------------------------------------------------------- | ------------------------------------------------------------------------------------------ |
| OSp(8\|4) | 최대 초대칭 대수                                                                                    | 3차원 민코프스키 공간 {\displaystyle {\mathcal {N}}=8} 초등각대수                          |
| Spin(3,2) | AdS4 등거리변환군의 범피복군                                                                        | 3차원 민코프스키 공간 등각대칭군의 범피복군                                                |
| Spin(8)   | S7 등거리변환군의 범피복군                                                                          | 3차원 민코프스키 공간 {\displaystyle {\mathcal {N}}=8} 초대칭 R대칭군                      |
| N         | {\displaystyle F_{7}} 선속                                                                          | ABJM 이론 게이지 군 {\displaystyle U(N)\times U(N)} 계수                                   |
| R         | AdS4 반지름 {\displaystyle R={\sqrt[{6}]{(2\pi )^{2}N/8}}\ell _{\text{p}}} (S7 반지름은 2R):614–617 |                                                                                            |
| k         | 오비폴드 S7/ℤk에서의 {\displaystyle k}                                                              | ABJM 이론의 천-사이먼스 레벨(Chern–Simons level) {\displaystyle U(N)_{+k}\times U(N)_{-k}} |

### AdS7×S4M이론 / 𝒩=(2,0) 6차원 초등각 장론
11차원 초중력을 {\displaystyle \operatorname {AdS} _{7}\times S^{4}}에 축소화하여도 초대칭을 하나도 깨지 않는다. 이는 M5-막의 사건 지평선 근처 기하에 해당한다. 따라서 다음이 성립한다.
AdS7×S3 위의 M이론 = 겹친 M5-막 위의 초대칭 등각 장론
겹친 M5-막 위에 존재하는 6차원 등각 장론은 아직 잘 알려져 있지 않다. 이 이론은 6차원 (2,0) 초등각 장론라고 불리는데, 이는 두 개의 같은 손지기 초전하를 가지기 때문이다.
|                | AdS7×S4                                                                                      | CFT6                                                                      |
| -------------- | -------------------------------------------------------------------------------------------- | ------------------------------------------------------------------------- |
| OSp(6,2\|4)    | 최대 초대칭 대수                                                                             | 6차원 민코프스키 공간 {\displaystyle {\mathcal {N}}=(2,0)} 초등각대수     |
| Spin(6,2)      | AdS7 등거리변환군의 범피복군                                                                 | 6차원 민코프스키 공간 등각대칭군의 범피복군                               |
| USp(4)=Spin(5) | S4 등거리변환군의 범피복군                                                                   | 6차원 민코프스키 공간 {\displaystyle {\mathcal {N}}=(2,0)} 초대칭 R대칭군 |
| N              | {\displaystyle F_{4}} 선속                                                                   |                                                                           |
| R              | AdS7 반지름 {\displaystyle R={\sqrt[{3}]{8\pi N}}\ell _{\text{p}}} (S4 반지름은 R/2):614–617 |                                                                           |

### 평면파 극한
AdSn×S10−n 프로인드-루빈 콤팩트화를 변형시켜, 평면파(영어: plane wave) 극한을 취할 수 있다. 이 경우 끈 이론의 세계면 작용은 자유 이론이 된다. 이러한 극한은 초대칭 양-밀스 이론에서, R전하 {\displaystyle J}가 무한대로 가는 특정한 극한에 해당한다.:677–683
이 극한은 2002년에 데이비드 베렌스틴(영어: David Berenstein)과 후안 말다세나, 호라치우 너스타세(루마니아어: Horațiu Năstase)가 2002년에 도입하였다.

### 바실리예프 중력 / 벡터 모형
3차원 및 4차원 반 더 시터르 공간에는 고차 스핀 이론(영어: higher-spin theory) 또는 바실리예프 중력(영어: Vassiliev gravity)이라는 이론이 존재한다. 이 이론은 무한한 수의 임의의 고차 스핀 무질량 게이지장을 포함한다. (일반적인 이론은 콜먼-맨듈라 정리에 따라 스핀 2를 초과하는 게이지장을 가지지 못한다.) 이 이론은 2차원 또는 3차원 O(N) 등각 장론 (N개의 실수 스칼라장을 가지는, O(N) 대칭을 가지는 자유 이론)과 대응한다고 추측된다. 이는 이고리 로마노비치 클레바노프(러시아어: И́горь Рома́нович Клеба́нов)와 알렉산드르 마르코비치 폴랴코프가 2002년에 제안하였고, 클레바노프-폴랴코프 대응성(영어: Klebanov–Polyakov correspondence)이라고 한다. 2009년에 시모네 좀비(이탈리아어: 
Simone Giombi)와 인시(중국어: 尹希, 병음: Yǐn Xī)가 3입자 상관 함수를 계산하여, 양쪽이 서로 같음을 보였다. 이는 이 대응성의 주요한 증거로 여겨진다.
| AdSd+1 바실리예프 중력   | 벡터 모형                                                                 |
| ------------------------ | ------------------------------------------------------------------------- |
| (비최소) 바실리예프 중력 | O(N) 벡터 모형의 스칼라 부분                                              |
| 최소 바실리예프 중력     | U(N) 벡터 모형의 스칼라 부분                                              |
| 1입자 상태               | "1대각합 연산자" ({\displaystyle \delta _{ij}}를 한 번만 사용하는 연산자) |
| 스칼라장의 대체 양자화   | 윌슨-피셔 고정점                                                          |

| 비최소 바실리예프 중력 스펙트럼                              | U(N) 모형 |
| ------------------------------------------------------------ | --- |
| 타키온 스칼라장                                              | {\displaystyle J_{0}=\|\phi \|^{2}}                                                                                 |
| 스핀 1 게이지장                                              | {\displaystyle J_{1}=\phi \cdot \partial _{\mu }\phi }                                                              |
| 중력자                                                       | 에너지-운동량 텐서 {\displaystyle J_{2}=T_{\mu \nu }}                                                               |
| 임의의 {\displaystyle s\in \mathbb {Z} ^{+}}에 대한 게이지장 | {\displaystyle J_{s}=\phi \cdot \partial _{(\mu _{1}}\partial _{\mu _{2}}\cdots \partial _{\mu _{s})}\phi +\cdots } |
| 중력 상수 {\displaystyle G}                                  | {\displaystyle \sim 1/N}                                                                                            |

| 최소 바실리예프 중력 스펙트럼                                 | O(N) 모형 |
| ------------------------------------------------------------- | --- |
| 타키온 스칼라장                                               | {\displaystyle J_{0}=\|\phi \|^{2}}                                                                                 |
| 중력자                                                        | 에너지-운동량 텐서 {\displaystyle J_{2}=T_{\mu \nu }}                                                               |
| 임의의 {\displaystyle s\in 2\mathbb {Z} ^{+}}에 대한 게이지장 | {\displaystyle J_{s}=\phi \cdot \partial _{(\mu _{1}}\partial _{\mu _{2}}\cdots \partial _{\mu _{s})}\phi +\cdots } |

## 역사
AdS/CFT 대응성은 후안 말다세나가 1997년 말에 처음으로 제안하였다. 말다세나는 IIB종 초끈 이론에서 {\displaystyle N}개의 겹친 D3-막을 고려하였다. 결합 상수가 작은 경우 이는 통상적인 끈 이론 섭동 이론으로 다룰 수 있고, 결합 상수가 큰 경우에는 이를 초중력에서 검은 막으로 근사화할 수 있다. 검은 막의 사건 지평선 근처는 {\displaystyle AdS_{5}\times S^{5}} 꼴의 계량 텐서를 가진다. 이제 끈 길이 {\displaystyle l_{s}}가 0으로 가게 되는 극한을 취하면, 결합 상수가 작은 경우에는 모든 유질량 입자는 유효 이론에서 사라지고, 또한 닫힌 끈에 의하여 매개되는 중력 또한 재규격화군 흐름에 의하여 사라지게 되어, D3-막에 붙어 있는 열린 끈의 무질량 모드에 의한 SU(N) {\displaystyle {\mathcal {N}}=4} 초대칭 게이지 이론만 남게 된다. 반면, 결합 상수가 큰 경우에는 검은 막의 사건 지평선 근처에 있는 닫힌 끈 모드들만 살아남는다. (이 경우, 유질량 모드도 사건 지평선에 매우 가까운 경우 살아남게 된다.) 따라서 {\displaystyle AdS_{5}\times S^{5}}에 프로인드-루빈 콤팩트화한 IIB형 초끈 이론과 {\displaystyle {\mathcal {N}}=4} SU(N) 초대칭 게이지 이론이 서로 동등하다는 사실을 알 수 있다.
곧 스티븐 겁서, 이고리 로마노비치 클레바노프(러시아어: И́горь Рома́нович Клеба́нов), 알렉산드르 마르코비치 폴랴코프, 에드워드 위튼 등이 대응성을 뒷받침하는 중요한 성질 및 증거들을 발견하였다. 이 대응성은 다른 여러 가지 (비 AdS) 배경들과 그들의 짝(비 등각) 이론들에 대해서 까지도 일반화되었다. 발표된 이후 약 10년 동안 말다세나의 논문은 6000회 이상 인용되며 따라서 1990년대 이론물리학의 가장 중요한 개념적인 발전이 되었고, 양자 중력과 양자 색역학의 여러 영역들의 연관된 논리 전개에 큰 영향을 주고 있다.

## 관련 개념
AdS/CFT 대응성은 홀로그래피 원리의 가장 성공적인 구현이다. 이는 헤라르뒤스 엇호프트가 제안하고 레너드 서스킨드에 의해 발전되고 널리 전파된 양자중력의 한 가지 이론적인 착상이다.
AdS/CFT 대응성은 대수적 홀로그래피혹은 "레렌 이중성"(Rehren duality)과 혼동되어서는 안된다. 끈이론가들은 어떤 경우에 이것이 AdS/CFT와 동일해 질 수 있더라도 둘은 서로 다르다고 말한다.

## 응용
AdS/CFT 대응성은 끈 이론과 양자장론 (특히 양자 색역학), 응집물질물리학 등에서 널리 쓰인다.

## 같이 보기
- 끈이론
- 등각장론
- 대수적 홀로그래피
- 랜들-선드럼 모형
- 반 더 시터르 공간
- AdS/QCD

### 대중적인 기사
- 이종필 (2012년 8월 31일). 〈10장. 양자 중력의 새로운 돌파구: 후안 말다세나, 「큰 N 극한에서의 초등각장론과 초중력」(1998년)〉. 《물리학 클래식: 물리학의 원천을 순례하다》. 서울: 사이언스북스. ISBN 978-89-837-1438-1.
- 이, 상민; 이, 정태 (2001년 11월). “끈이론에서의 홀로그래피”. 《물리학과 첨단기술》 10 (11). ISSN 1225-2336. 2015년 7월 19일에 원본 문서에서 보존된 문서. 2012년 12월 12일에 확인함.
- Maldacena, Juan (2005년 11월). “The illusion of gravity”. 《Scientific American》 (영어) 293: 56–63. doi:10.1038/scientificamerican1105-56. ISSN 0036-8733.
- Klebanov, Igor R.; Juan M. Maldacena (2009년 1월). “Solving Quantum Field Theories via Curved Spacetimes”. 《Physics Today》 (영어): 28. doi:10.1063/1.3074260. [깨진 링크(과거 내용 찾기)]
- Castelvecchi, Davide (2007년 11월 17일). “Shadow world: how many dimensions space has could all be a matter of perspective”. 《Science News》 (영어) 172 (20): 315. doi:10.1002/scin.2007.5591722011. 2009년 7월 25일에 원본 문서에서 보존된 문서. 2012년 12월 11일에 확인함.